# محمود المظفر
محمود بن محمد حسن المظفر (1931 - 2 سبتمبر 2021) باحث ودكتور عراقي، كان يعمل عميدًا لجمعية منتدى النشر. أستاذ القانون المدني المشارك بكلية الاقتصاد والإدارة في جامعة الملك عبد العزيز بجدة سابقًا. وبالجامعة المستنصرية ببغداد سابقًا. ومحاضر غير متفرغ في كلية القانون والفقه المقارن بالجامعة العالمية للعلوم الإسلامية بلندن، من عائلة المظفر العلمية في النجف، جمع بين الدراستين الحوزوية والأكاديمية، له دراسات وبحوث علمية مطبوعة ومخطوطة. يتم تدريس بعض مؤلفاته كمقررات في بعض الكليات.

## مولده ونشأته
هو محمود بن محمد حسن بن محمد بن عبـد الله بن محمد بن أحمد بن مظفر الصيمري الجزائري.
ولد محمود المظفر سنة 1931م في النجف في العراق. نشأ وترعرع في ظل والديه.

## التحصيل العلمي
- بكالوريوس آخر في العلوم الإسلامية واللغة العربية من كلية الفقه التابعة للجامعة المستنصرية ببغداد سنة 1962.
- بكالوريوس في القانون من كلية الحقوق بجامعة بغداد 1964 / 1965.
- ماجستير في العلوم الإسلامية مقارن بالقانون من جامعة بغداد 1970. وعنوان الرسالة (إحياء الأراضي الموات).
- دكتوراه من جامعة القاهرة في العلوم الإسلامية مقارن بالقانون المدني بمرتبة الشرف الأولى وعنوان الرسالة (الثروة المعدنية وحقوق الدولة والفرد فيها) سنة 1977.

## الخبرة العلمية
- عمل في الجامعة المستنصرية كعضو هيئة تدريس من 30 نوفمبر 1973 وحنى نهاية السنة الدراسية 1982 / 1983.
- عمل في جامعة الملك عبد العزيز بجدة كعضو هيئة تدريس في عمادة شؤون الانتساب ثم في كلية الاقتصاد والإدارة من 1403 / 1404 هــ حتى سنة 1427 / 1428 هــ - 2007.
- عمل كباحث في مركز أبحاث الاقتصاد الإسلامي التابع لجامعة الملك عبد العزيز سنة 1418هــ.
- عمل كمحاضر في كلية الآداب بجامعة بغداد سنة 1974 / 1975.
- محاضر في الجامعة العالمية للعلوم الإسلامية بإنجلترا – لندن 1994 لمدة لا تقل عن اثني عشر عامًا دراسيًا.

## النشاط المهني
ممارسة مهنة المحاماة، للفترة من 6 سبتمبر 1965 م لغاية 19 ديسمبر 1973 م ببغداد.
ممارسة الاستشارات القانونية في عدد من مكاتب المحاماة بجدة كمكتب المحامي عبد الله العباسي 1404 هـ ومركز الشرق الأوسط للاستشارات القانونية 1416 هـ، كما عين كمستشار قانوني في بنك الرياض سنة 1403 هـ ولكنه لم يباشر عمله لالتحاقه بجامعة الملك عبد العزيز بجدة.
استشاري في جامعة الكوفة.
عضو هيئة مستشارين لرئيس الوزراء العراقي بدءًا من 25 أغسطس 2009 م.

## المشاركات العلمية والمهنية
- المشاركة في تأسيس جامعة الكوفة الأهلية بالعراق، وعمل كأمين عام فيها قبل غلقها سنة 1968 م.
- رئاسة لجنة الترقيات العلمية بكلية الفقه التابعة للجامعة المستنصرية سنة 1979 – 1982 م.
- رئاسة جمعية منتدى النشر سنة 1981 م ولغاية الوقت الحاضر، عدا سنوات غلق الجمعية.
- عضوية جمعية الحقوقيين العراقيين.
- عضوية نقابة المحامين ببغداد بدءاً من سنة 1965 م حتى 1973 م.
- اتحاد الحقوقيين العرب بالقاهرة حيث شارك في إلقاء بحث بعنوان (الرهن التأميني) سنة 1967 م.
- عضوية اللجنة الدائمة للتحقيق والتأديب بعمادة شؤون الانتساب بجامعة الملك عبد العزيز بموجب الأمر الجامعي 21/12/1404هـ.
- عضوية اللجنة العلمية التابعة لمركز أبحاث الاقتصاد الإسلامي بجامعة الملك عبد العزيز بجدة.
- أمين قسم اللغة العربية والدراسات الإسلامية بعمادة شؤون الانتساب بجامعة الملك عبد العزيز بجدة.
- عضوية لجنة الدراسات العليا بقسم الأنظمة - جامعة الملك عبد العزيز بجدة.

## مؤلفاته
- إحياء الأراضي الموات : دراسة فقهية مقارنة. نشرته دار المطبعة العالمية، القاهرة، 1972.[4]
- نظرية العقد – مصادر الالتزام دراسة قانونية مقارنة بأحكام الشريعة الإسلامية. نشرته دار حافظ بجدة سنة 2002 م وأعيد نشره لخمس مرات أخرى.[5]
- مبادئ القانون والالتزامات، بالاشتراك مع "سعيد علي يحيى"، نشرته عكاظ، جدة، 1987.[6]
- نظرية الإرادة المنفردة وتطبيقاتها القانونية والشرعية: دراسة مقارنة في ضوء التقنيات العربية وفقه الشريعة الإسلامية، 2002.[7][8]
- بناء المجتمع المعرفي، خطوة نحو الأمام.[9][10]

## وفاته
توفي محمد الظفر في مدينة الدمام في السعودية يوم 2 سبتمبر 2021 عن عمر ناهز 90 عاماً، وأوعز رئيس الوزراء العراقي مصطفى الكاظمي بإرسال طائرة عسكرية خاصة لنقل جثمانه إلى النجف. وفي 9 سبتمبر 2021 نُقل الجثمان بحسب ما كان مُخططًا.